# Heteroteuthis dispar
Heteroteuthis dispar е вид главоного от семейство Sepiolidae.

## Разпространение и местообитание
Този вид е разпространен в Албания, Алжир, Бахамски острови, Бенин, Бермудски острови, Босна и Херцеговина, Гамбия, Гана, Гвинея, Гвинея-Бисау, Гърция (Егейски острови и Крит), Египет (Синайски полуостров), Екваториална Гвинея (Биоко), Западна Сахара, Израел, Ирландия, Испания (Балеарски острови, Канарски острови и Северно Африкански територии на Испания), Италия (Сардиния и Сицилия), Камерун, Кипър, Кот д'Ивоар, Куба, Либерия, Либия, Ливан, Мавритания, Мароко, Нигерия, Португалия (Азорски острови и Мадейра), САЩ (Вирджиния, Джорджия, Северна Каролина, Флорида и Южна Каролина), Сенегал, Сиера Леоне, Сирия, Словения, Того, Тунис, Турция, Франция (Корсика), Хърватия и Черна гора.
Обитава крайбрежията на океани и морета. Среща се на дълбочина от 25 до 1734,5 m, при температура на водата от 3,9 до 18,8 °C и соленост 34,2 – 39 ‰.